# Igazfalva
Igazfalva (románul: Dumbrava) községközpont Romániában, Temes megyében, a Bánsági régióban. A község lélekszáma 2728 fő (2005).

## Fekvése
Bázosd (Begheiu Mic, Facsád város) határában, 30 km-re a Béga folyó forrásához, 1895-ben alakult telepes község. Igazfalva (Alsóigazfalva, Felsőigazfalva) területe 56,67 km², a népsűrűsége 48 fő per km². Ma a körzetéhez tartozó települések: Bukovec (Krassóbükk, Bucovăț) és Rekettyő (Rakitta, Rekettye, Răchita). Legközelebbi nagy település Lugos (Lugoj). Temesvártól 70–80 km-re fekszik.

## Története
Létezésének legrégebbi írott emléke 1454-ből való, amikor az aradi káptalan Hunyadi Jánost, a turdi kerület birtokába, amelybe Alsó- és Felső-Igazfalva is tartozott, beiktatta. Hajdan Furdia (Turd) környéki falu volt. A korábban elnéptelenedett falut 1890-es években telepítették újjá, jórészt a 200 km-re fekvő Vésztő lakosai települtek be. A földínséggel küzdő vésztői parasztság körében ebben az időben állami telepítési akció indult. Ennek keretében a szülőfalujukhoz ragaszkodó vésztői nincstelenek közül a legnehezebb években, 1893-ban indult el 69 család a Krassó-Szörény megyei Igazfalvára. Erre az 5752 kat. holdon létesített kincstári telepítvényre köröstarcsaiakkal, gyomaiakkal, békésiekkel együtt kerültek a vésztőiek. Eleinte 205 házhely volt a faluban. A telepítési okmányok aláírása (1893) után az első évben 186 családfő jött el új lakhelyének felépítésére. A lakóházakat maguk a telepesek építették vályogból vagy vertföldből. A faanyagot és az ácsmunkát, ajtókat és az ablakokat a kincstár előlegezte nekik 750 koronáért. A föld barna agyagos, kissé nyers, de a gazda fáradságát meghálálta, lassan haladt az irtás, 1898 tavaszán öt év után a szántóföldeknek, káposztásoknak csak a harmadrésze volt tiszta a cserjéktől és a tuskóktól. Az akció nem volt megfelelően előkészítve. A húsz-húsz kataszteri holdas parcellát és házat kapott telepesek egy része meggazdagodott, más részük eladósodott.
1901-ben Alpár Ignác tervezte meg református templomát.
1905-ben huszonhat útlevelet adtak ki. Akik nem boldogultak, kivándoroltak Amerikába vagy Kanadába szerencsét próbálni. Ekkor Krassó-Szörény vármegyéhez tartozott.
Igazfalva község önállóságát 1898-ban mondták ki. 

## Nemzetiségi arányok
2850 lakosból 2002-ben 2279 román, 546 magyar, 7 német, 3 cigány és 15 fő más nemzetiségű volt.
Grafikon a népesedési görbéről 1880-tól.

## Politika
Polgármestere Ihász János (RMDSZ).

A 2004. június 6-i választás eredménye.

## Testvértelepülései
- Nagydorog, Magyarország
- Tiszasziget, Magyarország
- Vésztő, Magyarország

Vésztő város Önkormányzata 1991-ben létesített testvér-települési kapcsolatot a Temes megyei Igazfalvával. Az 1893-ban bevándorolt telepesek személye miatt is, mert az akkor Vésztőről idetelepültek alkották a lakosok közel 30%-át. Azóta is szoros a kapcsolat Vésztő és Igazfalva között, mivel az itt és ott élő rokonok tartották a kapcsolatot. A múlt században visszatelepülés is történt, sok, már Igazfalván született személy költözött Vésztőre. Ezt a szoros kapcsolatot erősítették meg hivatalosan a települések, amikor aláírták a testvér-települési okiratot. 
Bár nem testvérvárosa, de igen szoros kapcsolatot tart fenn a település Makóval, ahonnan a korai betelepültek 1/4-e származott.

## Érdekesség
Igazfalván az óvoda az újratelepülés első éveiben már megkezdte működését. Mielőtt a magyar állam megépítette volna a középületeket: községháza, iskola, kisdedóvó intézet, paplak, jegyzőlakás (1895) az óvoda (mely 4-7 éves gyerekekkel foglalkozott) a már meglévő erdész lakás épületében működött. A tanítás magyar nyelven folyt, egyre nőtt a létszám az óvodában (100 főre is) és csak 2 óvónőre hárult az oktatás. A 100 főre duzzadt létszámhoz "tartoztak azok a kiskorúak is, akik a temesvári gyermekmenhelyről kerültek Igazfalvára nevelőszülőkhöz". A nevelőszülőknek a magyar állam 10 évesnél fiatalabbakért 8-10 koronát, a csecsemőkért pedig 14 koronát juttatott (évente 130-150 gyermek került ide, beleértve az iskolás korúakat is). Trianon után még néhány évig magyar nyelven folyt az óvodai és iskolai oktatás-nevelés, majd lassan bevezették a román nyelvű  oktatást is. 1945-1985-ig az óvoda csak magyar nyelven működött. A bevándorlások következtében megnőtt a román ajkú gyermekek száma, tehát a megyei tanfelügyelőség jóváhagyta még egy csoport működését román nyelven. A mai napig is két csoport működik. 
2003. október 13-án Igazfalva kétnapos ünneppel emlékezett meg a falu alapításának 110. és temploma felszentelésének 100. évfordulójáról. Az ünneplő gyülekezet a templom centenáriumára állított kopjafánál (Gergely Zsolt lugosi fafaragó munkája) gyűlt össze. Napvilágot látott Nagy János nyugalmazott tanító munkája, az „Igazfalva története 1893-2003” című falumonográfia, melyet Vésztő, a testvértelepülés adott ki. (Sipos János)
Igazfalva a szerbiai Tóthfaluval közösen Eu-s pályázatot  nyert 2007/2008-ra, a határmenti régiók faluturizmusának fejlesztési céljára. A két pályázó faluban ki kell alakítani egy-egy központot, amelyeknek feladata lesz információkkal és más módon is segíteni a faluturizmus területén a családi vállalkozások beindítását.

## Közélet
- Igazfalvi Gazdák és Vállalkozók Egyesülete
- Igazfalvi Ighaz Kulturális Egyesület - Asociata Culturala Ighaz din Dumbrava
- Igazfalvi Községi Könyvtár - Biblioteca Comunala Dumbrava
- Igazfalvi Nőszövetség
- Igazfalvi Teleház Közösségfejlesztési Egyesület
- Kultúrház - Igazfalva.

Igazfalván üzemel a régió eMagyar pontja, melynek üzemeltetője az Igazfalvi Teleház Közösségi Fejlesztési Egyesület (elnöke Pal Alexandru Attila).